# SCATSAT-1
SCATSAT-1 (Abkürzung für Scatterometer Satellite-1) ist ein Erdbeobachtungssatellit der indischen Weltraumbehörde ISRO.
Er wurde am 25. September 2016 um 3:42 UTC mit einer PSLV-Trägerrakete vom Raketenstartplatz Satish Dhawan Space Centre (zusammen mit Alsat-1B 103 kg, Alsat-1N 7 kg und Alsat-2B 117 kg, SpaceMag-PV 10 kg, CanX-7 8 kg, Pathfinder 1 44 kg, PISat 5 kg) in eine sonnensynchrone Umlaufbahn gebracht. Der Satellit soll als Übergangslösung zu OceanSat-3 dienen, nachdem im Februar 2014 das Hauptinstrument von OceanSat-2 ausgefallen war. SCATSAT-1 wurde mit zum Teil auf Basis von übrig gebliebenen Teilen von OceanSat-2 gebaut.
Der dreiachsenstabilisierte Satellit ist mit einem Ku-Band-Scatterometer ausgerüstet und soll Windgeschwindigkeiten und Windrichtungen auf den Ozeanen messen. Er wurde auf Basis des Satellitenbus IMS-2 der ISRO gebaut und besitzt eine geplante Lebensdauer von fünf Jahren. Das Hauptinstrument ist das OSCAT-2 (eine verbesserte Version von dem auf OceanSat-2 mit verbessertem Motor und diversen Hard- und Softwareverbesserungen) ist ein im Gigahertzbereich (13,515 GHz) arbeitendes Radar mit zwei Strahlen. Diese tasten mit einer sich mit 20,5 Umdrehungen pro Minute drehenden ein Meter großen Antenne die Erdoberfläche unterhalb des Satelliten ab und bestimmt der die Windgeschwindigkeiten im Bereich von 3 bis 30 m/s mit einer Genauigkeit von etwa 2 m/s. Das pro Umdrehung abgetastete Oberfläche beträgt 1400 bzw. 1840 km im Durchmesser, da die Strahlen in einem Winkel von 42,6° bzw. 49,3° abweichend von der Senkrechten ausgestrahlt werden. Die Windrichtung kann auf 20° genau und mit einer räumlichen Auflösung von Zellen von etwa 25 km bestimmt werden. Die Energieversorgung des Satelliten übernehmen zwei Solarzellenflächen mit einer Gesamtleistung von 750 Watt und Lithium-Ionen-Akkumulatoren mit 28 Ah Kapazität. Die Bahn- und Lageregelung übernehmen Reaktionsräder, Magnettorquer und Hydrazin-Triebwerke. Die Datenübertragung zur Erde erfolgt im X-Band, wobei die Daten intern auf einer SSD mit 52 GB gespeichert werden.